# Argol
Argol é uma comuna francesa na região administrativa da Bretanha, no departamento Finisterra. Estende-se por uma área de 31,73 km², com 833 habitantes, segundo os censos de 2009, com uma densidade 26,3 hab/km². Situa-se na entrada da península de Crozon, sendo banhada pela baía de Douarnenez a sul, a este pelo estuário do rio Aulne e norte pela Angra de Brest.